# علی احمدی (نماینده مجلس، زاده ۱۳۴۲)
علی احمدی (زادهٔ ۱۳۴۲ در ممسنی) نمایندهٔ حوزهٔ انتخابیهٔ ممسنی در دورهٔ هفتم مجلس شورای اسلامی بوده‌است.
علی احمدی در انتخابات ریاست‌جمهوری ۱۳۸۴، سخنگوی ستاد انتخاباتی محسن رضایی بود.

## زندگی‌نامه
علی احمدی دانش‌آموخته روابط بین‌الملل دانشگاه تهران، عضو هیئت امنای پژوهشکده سیاست گذاری دانشگاه صنعتی شریف، عضو هیئت علمی دانشگاه امام حسین گروه حقوق و علوم سیاسی از سال ۱۳۷۲ و همزمان معاون این دانشگاه بوده‌است.

## مسولیت‌ها در مجمع تشخیص مصلحت نظام
- رئیس کمیته سیاسی داخلی مجمع تشخیص مصلحت نظام
- جانشین کمیسیون سیاسی، دفاعی و امنیتی مجمع تشخیص مصلحت نظام
- رئیس کمیسیون خاص و هماهنگی مجمع تشخیص مصلحت نظام
- دبیر شورای عالی پژوهشی مجمع تشخیص مصلحت نظام
- دبیر شورای کمیسیون‌های دبیرخانه مجمع تشخیص مصلحت نظام
- رئیس کمیسیون مشترک دفتر سید علی خامنه‌ای و دبیرخانه مجمع تشخیص مصلحت نظام
- جانشین دبیر مجمع تشخیص مصلحت نظام

## مجلس
- نماینده مردم ممسنی در دوره هفتم مجلس شورای اسلامی
- عضو کمیسیون امنیت ملی و سیاست خارجی مجلس هفتم
- رئیس هیئت تحقیق و تفحص از دیوان داوری بین ایران و آمریکا (لاهه)
- نایب رئیس فراکسیون وفاق و کارآمدی مجلس هفتم
- سخنگوی کمیسیون تحقیق مجلس هفتم
- نایب رئیس کمیسیون مشترک ترک سل در مجلس هفتم

## تألیف
- توسعه سیاسی و امنیت ملی در کشورهای جنوب
- امنیت جامع، امنیت مبتنی بر حق و رویکرد سوم به امنیت
- جایگاه مجمع تشخیص مصلحت نظام در نظام حقوقی ایران
- به بهانه خاطره
- انتخابات در ایران (بررسی حقوقی و قانونی انتخابات) از مشروطیت تاکنون[۳]